# 김다운
김다운(1984년 4월 14일 ~ )은 대한민국의 살인범이다. 이희진 부모 살해 사건의 범인이다.